# Lega Nazionale A 2018 (football americano)
La Lega Nazionale A 2018 è la 33ª edizione del campionato di football americano di primo livello, organizzato dalla SAFV.

## Squadre partecipanti
| Club                    | Città      | Stadio | Sponsor ufficiale | Risultato nella stagione 2017            |
| ----------------------- | ---------- | ------ | ----------------- | ---------------------------------------- |
| Bern Grizzlies          | Berna      |        |                   | Semifinalisti LNA                        |
| Calanda Broncos         | Landquart  |        |                   | Vincitori XXXII Swiss Bowl               |
| Geneva Seahawks         | Ginevra    |        |                   | Quinto posto in LNA                      |
| Gladiators Beider Basel | Basilea    |        |                   | Finalisti LNA                            |
| Luzern Lions            | Lucerna    |        |                   | Promossi da Lega B; ottavo posto in NSFL |
| Winterthur Warriors     | Winterthur |        |                   | Semifinalisti LNA                        |

## Stagione regolare

### Calendario

#### 1ª giornata
| Coira 25 marzo 2018, ore 14:00 CEST | Calanda Broncos | 54 – 0 | Winterthur Warriors | Sportplatz Ringstrasse |

#### 2ª giornata
| Coira 31 marzo 2018, ore 18:00 CEST | Calanda Broncos | 34 – 6 | Bern Grizzlies | Stadion Ringstrasse |

| Winterthur 31 marzo 2018, ore 18:00 CEST | Winterthur Warriors | 20 – 6 | Gladiators Beider Basel | Sportpark Deutweg |

| Ginevra 1º aprile 2018, ore 14:00 CEST | Geneva Seahawks | – | Luzern Lions | Centre Sportif de Vessy |

#### 3ª giornata
| Basilea 8 aprile 2018, ore 14:00 CEST | Gladiators Beider Basel | 10 – 37 | Calanda Broncos | Stadion Rankhof |

| Ginevra 8 aprile 2018, ore 14:00 CEST | Geneva Seahawks | 57 – 39 | Bern Grizzlies | Centre Sportif de Vessy |

| Lucerna 8 aprile 2018, ore 14:00 CEST | Luzern Lions | 7 – 33 | Winterthur Warriors |  |

#### 4ª giornata
| Berna 15 aprile 2018, ore 14:00 CEST | Bern Grizzlies | 20 – 43 | Calanda Broncos | Stadio di atletica leggera Wankdorf |

| Basilea 15 aprile 2018, ore 14:00 CEST | Gladiators Beider Basel | 37 – 20 | Luzern Lions | Stadion Rankhof |

#### 5ª giornata
| Berna 21 aprile 2018, ore 18:00 CEST | Winterthur Warriors | 55 – 21 | Luzern Lions | Stadio di atletica leggera Wankdorf |

| Ginevra 22 aprile 2018, ore 15:00 CEST | Geneva Seahawks | 6 – 31 | Calanda Broncos | Centre Sportif de Vessy |

#### 6ª giornata
| Berna 29 aprile 2018, ore 14:00 CEST | Bern Grizzlies | 14 – 12 | Gladiators Beider Basel | Stadio di atletica leggera Wankdorf |

| Lucerna 29 aprile 2018, ore 14:00 CEST | Luzern Lions | 0 – 41 | Geneva Seahawks |  |

#### 7ª giornata
| Coira 5 maggio 2018, ore 18:00 CEST | Calanda Broncos | 42 – 21 | Luzern Lions | Stadion Ringstrasse |

| Berna 6 maggio 2018, ore 14:00 CEST | Bern Grizzlies | 37 – 26 | Winterthur Warriors | Stadio di atletica leggera Wankdorf |

| Basilea 6 maggio 2018, ore 14:00 CEST | Gladiators Beider Basel | 7 – 24 | Geneva Seahawks | Stadion Rankhof |

#### 8ª giornata
| Winterthur 12 maggio 2018, ore 18:00 CEST | Winterthur Warriors | 24 – 13 | Geneva Seahawks | Sportpark Deutweg |

| Coira 13 maggio 2018, ore 14:00 CEST | Calanda Broncos | 51 – 0 | Gladiators Beider Basel | Stadion Ringstrasse |

| Lucerna 13 maggio 2018, ore 14:00 CEST | Luzern Lions | 18 – 47 | Bern Grizzlies |  |

#### 9ª giornata
| Ginevra 27 maggio 2018, ore 15:00 CEST | Geneva Seahawks | 48 – 28 | Winterthur Warriors | Centre Sportif de Vessy |

| Basilea 27 maggio 2018, ore 14:00 CEST | Gladiators Beider Basel | 14 – 34 | Bern Grizzlies | Stadion Rankhof |

#### 10ª giornata
| Winterthur 2 giugno 2018, ore 18:00 CEST | Winterthur Warriors | 26 – 42 | Bern Grizzlies | Sportpark Deutweg |

| Ginevra 3 giugno 2018, ore 14:00 CEST | Geneva Seahawks | 68 – 41 | Gladiators Beider Basel | Centre Sportif de Vessy |

| Lucerna 3 giugno 2018, ore 14:00 CEST | Luzern Lions | 12 – 58 | Calanda Broncos |  |

#### 11ª giornata
| Coira 9 giugno 2018, ore 18:00 CEST | Calanda Broncos | 38 – 22 | Geneva Seahawks | Stadion Ringstrasse |

| Berna 10 giugno 2018, ore 14:00 CEST | Bern Grizzlies | 56 – 21 | Luzern Lions | Stadio di atletica leggera Wankdorf |

| Basilea 10 giugno 2018, ore 14:00 CEST | Gladiators Beider Basel | 62 – 65 | Winterthur Warriors | Stadion Rankhof |

#### 12ª giornata
| Lucerna 16 giugno 2018, ore 18:00 CEST | Luzern Lions | 29 – 46 | Gladiators Beider Basel |  |

| Winterthur 16 giugno 2018, ore 18:00 CEST | Winterthur Warriors | 8 – 35 | Calanda Broncos | Sportpark Deutweg |

| Berna 17 giugno 2018, ore 14:00 CEST | Bern Grizzlies | 36 – 6 | Geneva Seahawks | Stadio di atletica leggera Wankdorf |

### Classifica
La classifica della regular season è la seguente:
- PCT = percentuale di vittorie, G = partite giocate, V = partite vinte, P = partite perse, PF = punti fatti, PS = punti subiti
- La qualificazione ai playoff è indicata in verde
- L'ultima classificata sfida la vincente della Lega B per la partecipazione alla LNA 2019 (giallo)

| Pos. | Squadra                 | PCT   | G  | V  | P | PF  | PS  |
| ---- | ----------------------- | ----- | -- | -- | - | --- | --- |
| 1    | Calanda Broncos         | 1.000 | 10 | 10 | 0 | 423 | 105 |
| 2    | Bern Grizzlies          | .700  | 10 | 7  | 3 | 331 | 257 |
| 3    | Geneva Seahawks         | .556  | 9  | 5  | 4 | 285 | 244 |
| 4    | Winterthur Warriors     | .500  | 10 | 5  | 5 | 285 | 325 |
| 5    | Gladiators Beider Basel | .200  | 10 | 2  | 8 | 235 | 362 |
| 6    | Luzern Lions            | .000  | 9  | 0  | 9 | 149 | 415 |

## Playoff e playout

### Tabellone
|  | Semifinali | Semifinali          | Semifinali |                 |    | XXXIII Swiss Bowl | XXXIII Swiss Bowl | XXXIII Swiss Bowl |  |
|  |            |                     |            |                 |    |                   |                   |                   |  |
|  | 1          | Calanda Broncos     | 55         |                 |    |                   |                   |                   |  |
|  | 1          | Calanda Broncos     | 55         |                 |    |                   |                   |                   |  |
|  | 4          | Winterthur Warriors | 6          |                 |    |                   |                   |                   |  |
|  | 4          | Winterthur Warriors | 6          |                 | 1  | Calanda Broncos   | 44                |                   |  |
|  |            |                     |            |                 | 1  | Calanda Broncos   | 44                |                   |  |
|  |            |                     | 3          | Geneva Seahawks | 12 |                   |                   |                   |  |
|  | 3          | Geneva Seahawks     | 3          | Geneva Seahawks | 12 | 21                |                   |                   |  |
|  | 3          | Geneva Seahawks     |            |                 |    |                   |                   |                   |  |
|  | 2          | Bern Grizzlies      | 14         |                 |    |                   |                   |                   |  |

### Semifinali
| Coira 30 giugno 2018, ore 18:00 | Calanda Broncos | 55 – 6 | Winterthur Warriors | Stadion Ringstrasse |

| 1º luglio 2018, ore 14:00 | Bern Grizzlies | 14 – 21 | Geneva Seahawks |  |

### Playout
| 30 giugno 2018, ore 18:00 | Zürich Renegades | 15 – 17 | Luzern Lions |  |

### XXXIII Swiss Bowl
| Berna 7 luglio 2018, ore 18:00 | Calanda Broncos | 44 – 12 | Geneva Seahawks | Leichtathletik Stadion Wankdorf |

## Verdetti
- Calanda Broncos Campioni di Svizzera 2018
- Luzern Lions non relegati in Lega B 2019